# Il busto di gesso
Il busto di gesso è un romanzo di Gaetano Tumiati. Pubblicato nel 1976, il romanzo vinse il Premio Campiello lo stesso anno.
(Gaetano Tumiati, Incipit de Il busto di gesso, 1976)

## Trama
«È la storia, largamente autobiografica, di un uomo che nella sua vita è stato via via sostenuto da tre "busti di gesso". Dapprima, durante l'infanzia, la famiglia solida e patriarcale, come ancora se ne potevano trovare nella borghesia ferrarese alla fine degli anni venti. Poi, giovanissimo, si avvicinerà al fascismo vivendone appieno, con ingenuo entusiasmo, tutte le vicende storiche più importanti. Con la partenza come volontario per la guerra sul fronte libico ed al successivo ritorno dal campo di prigionia americano dove era stato rinchiuso e con la morte del fratello partigiano troverà il suo antifascismo nella causa del socialismo inteso totalitariamente. Una volta rotto anche il terzo busto di gesso dovrà imparare a muoversi nel mondo senza più certezze, sicurezze e verità assolute. Giocata sempre in chiave psicologica ed ironica, sottilmente letteraria, l'opera non è soltanto il ritratto di un personaggio insolito, ma quello di un'intera generazione.»

## Edizioni
- Gaetano Tumiati, Il busto di gesso, 1ª ed., Milano, Mursia, 1976.
- Gaetano Tumiati, Il busto di gesso, Milano, CdE, 1976.
- Gaetano Tumiati, Das Gipskorsett, traduzione di Joachim A. Frank, Frankfurt am Main, Suhrkamp Verlag, 1980.